# Milan Welte
Milan Welte (* 30. Juni 2001) ist ein deutscher Tennisspieler.

## Karriere
Der Saarländer Milan Welte begann mit vier Jahren Tennis zu spielen. Er wird von seinem Vater Gerd trainiert. Nach dem Abitur am Kurpfalz-Gymnasium 2019 in Mannheim konzentriert er sich vollends auf Tennis. Im Januar 2019 wurde er Saarlandmeister. In der Regionalliga spielte Welte zuletzt für das TZ Sulzbachtal.
Auf der Junioren-Tour machte Welte Ende 2019 bei der Juniorenausgabe der US Open auf sich aufmerksam. Dort gewann er aus der Qualifikation startend gegen zwei Top-10-Spieler und unterlag letztlich in drei Sätzen im Viertelfinale Jonáš Forejtek. In der Junior-Weltrangliste kam er nach dem Turnier auf seinen Bestwert von Platz 71.
Bei den Profis spielte er erstmals 2018 und bislang meistens auf der drittklassigen ITF Future Tour. Dort erreichte er einmal ein Halbfinale. Auf der höher dotierten ATP Challenger Tour konnte er bei seinem zweiten Turnier in Koblenz sein erstes Match auf diesem Niveau gegen Adam Pavlásek gewinnen. Er bekam für das Turnier der ATP Tour in Hamburg eine Wildcard für die Qualifikation im Einzel und Doppel. Im Einzel verlor er gegen Jiří Veselý, während er im Doppel mit Marvin Möller ebenfalls zum Auftakt verlor. Da jedoch zwei Teams im Hauptfeld ausfielen, rückten sie als Lucky Loser nach. Gegen die Kroaten Ivan Dodig und den ehemaligen Weltranglisten-Ersten Mate Pavić unterlagen sie in der ersten Runde im Match-Tie-Break. In der Weltrangliste ist Welte bislang mit Platz 863 im Einzel am höchsten platziert gewesen.